# 16-та танкова дивізія (СРСР)
16-та танкова дивізія — військове з'єднання РСЧА у складі 2-го механізованого корпусу (2 МК) до та під час Німецько-радянської війни.

## Історія
16-та танкова дивізія була сформована на базі 173-ї стрілецької дивізії. Танковий полк сформований з двох батальйонів 4-ї лтбр (43-й та 71-й) і танкових батальйонів 25-ї, 30-ї, 51-ї, 96-ї, 150-ї та 156-ї сд.
У склад 2-го МК брала участь у боях у складі Південного фронту. У кінці липня 1941 року разом з корпусом потрапила в Уманський котел.
Під час боїв у перші дні серпня дивізія була блокована силами 11-ї танкової дивізії вермахту в районі м. Легедзино та потрапила у локальне оточення. 3 серпня при намаганні вирватися з нього понесла великі втрати та перестала існувати, як боєздатна одиниця. Під час прориву полковник М. І. Миндро разом з частиною командування загинули. З оточення вдалося вийти лише тилам 16-ї танкової дивізії.

## Повна назва
16-та танкова дивізія

## Підпорядкування
- 9-та окрема армія, 2-й механізований корпус (22 — 25 червня 1941)
- Південний фронт, 9-та армія, 2-й механізований корпус (25 червня — 18 липня 1941)
- Резерв Південного фронту, 2-й механізований корпус (18 липня — 29 липня 1941)
- Південний фронт, 12-та армія, 2-й механізований корпус (29 липня — 3 серпня 1941)

## Склад
- 31-й танковий полк
- 149-й танковий полк
- 16-й мотострілецький полк
- 16-й гаубичний артилерійський полк
- 11-й розвідувальний батальйон
- 16-й понтонно-мотовий батальйон
- 16-й медико-санітарний батальйон
- 16-й окремий зенітно-артилерійський дивізіон
- 16-й окремий батальйон зв'язку
- 16-й автотранспортний батальйон
- 16-й ремонтно-відновлювальний батальйон
- 16-та рота регулювання
- 16-й польовий хлібозавод
- 516-та польова поштова станція
- 342-га польова каса Держбанку

## Командири
- Полковник М. І. Миндро